# Galianthe
Galianthe es un género con 58 especies de plantas con flores perteneciente a la familia de las rubiáceas. Se encuentra desde México hasta los trópicos de América.

## Taxonomía
Galianthe fue descrito por August Heinrich Rudolf Grisebach y publicado en Abhandlungen der Königlichen Gesellschaft der Wissenschaften zu Göttingen 24: 156, en el año 1879.  La especie tipo es: Galianthe fastigiata Griseb. 

## Especies seleccionadas
- Galianthe andersonii E.L.Cabral
- Galianthe angustifolia (Cham. & Schltdl.) E.L.Cabral
- Galianthe aurelii E.L.Cabral
- Galianthe bisepala E.L.Cabral
- Galianthe bogotensis (Kunth) E.L.Cabral & Bacigalupo
- Galianthe boliviana E.L.Cabral
- Galianthe brasiliensis (Spreng.) E.L.Cabral & Bacigalupo
- Galianthe canindeyuensis E.L.Cabral
- Galianthe valerianoides J.E.Florentín & H.A.González